# حق تکثیر
حقّ‌تکثیر، کُپی‌رایت (به انگلیسی: copyright) یا حق نشرمجموعه‌ای از حقوق انحصاری است که به ناشر یا پدیدآورندهٔ یک اثر اصل و منحصربه‌فرد تعلق می‌گیرد و حقوقی از قبیل نشر و الگوبرداری از اثر را شامل می‌شود. در بیشتر حوزه‌های قضایی، حق نشر از آغاز پدید آمدن یک اثر به آن تعلق می‌گیرد و نیازی به ثبت اثر نیست. معادل این حق در نظام‌های حقوقی پیرو حقوق مدون حق مؤلف و شامل موارد فورس ماژور نمی‌گردد.
دارندگان حق نشر برای کنترل تکثیر و دیگر بهره‌برداری‌ها از آثار خود برای زمان مشخصی حقوق قانونی و انحصاری دارند و بعد از آن اثر وارد مالکیت عمومی می‌شود. هرگونه استفاده و بهره‌برداری از این آثار منوط به دریافت اجازه از ناشر یا پدیدآورندهٔ آن اثر است، استفاده در شرایطی که طبق قانون محدودیت یا استثنایی وجود دارد، مانند استفاده منصفانه، به دریافت اجازه از دارنده حق نشر نیاز ندارد. دارنده حق نشر می‌تواند حقوق خود را به شخص دیگری منتقل کند.
در بعضی از حوزه‌های قضایی، حقوق اخلاقی یا حقوق معنوی پدیدآورندگان نیز به رسمیت شناخته می‌شود، مانند حق یاد شدن برای اثر.

## تاریخچه
به‌طور کلی، پیش از اختراع دستگاه چاپ و خصوصاً تا اوایل قرن هجدهم، مسئله حق نشر اصولاً مطرح نبود، زیرا از یک سو، امکان تکثیر انبوه آثار ادبی و هنری فراهم نبود و سرقت علمی و ادبی هم (حداقل به شکل گسترده) وجود نداشت؛ از سوی دیگر، فردمحوری امروزی شکل نگرفته بود و هر اثری حاصل فرهنگ جمعی به‌شمار می‌آمد. دیگر اینکه با توجه به دشواریِ رفت‌وآمد و ناچیز بودن حجم آثار بشری، هر نوع دسترسی به این آثار، به هر شکلی، مطلقاً مزیت و مطلوبیت محسوب می‌شد.
با اختراع دستگاه چاپ و به‌ویژه پس از انقلاب صنعتی، با شکل‌گیری صنعت نشر و نیز پدید آمدن صورت‌های جدید تولید آثارِ قابل‌نسخه‌برداری مثل فیلم و عکس و … مفهوم حق نشر شکل گرفت و وارد حقوق و قوانین شد. تاریخچه حق نشر با حقوق انحصاری و امتیازات چاپ کتاب آغاز شد، اساسنامه آن در سال ۱۷۰۹ که از آن ملکه بریتانیای کبیر نام خود را گرفته‌است، اولین اساسنامه حق نشر است. در ابتدا حق نشر تنها شامل تکثیر کتاب‌ها می‌شد، با گذر زمان محدودیت‌های دیگر از قبیل ترجمه و آثار اشتقاقی به آن اضافه شد.
دو مسئله، به‌ویژه در دهه‌های اخیر، موجب شد حق نشر به یک معضل جدی تبدیل شود. اولاً به دلیل پیشرفت فناوری، امکان تکثیر آثار گوناگون در مقیاس وسیع با هزینه اندک و سرعت بالا فراهم شد و دیگر اینکه تعداد افرادی که به انحای مختلف متکی به درآمد حاصل از تکثیر محصولات قابل‌نسخه‌برداری هستند (اعم از مؤلفان، تهیه‌کنندگان، عکاسان، روزنامه‌نگاران، ناشران، صحافان، فروشندگان و …) افزایش یافت. به این ترتیب، به مرور زمان، نوعی تناقض در زمینه حقوقی و اخلاقی و به‌تبع آن در حوزه سیاست‌های فرهنگی پدید آمد. از نظر اخلاقی، دسترسی عموم افراد به هنر و اطلاعات امری مطلوب است و از سوی دیگر، برخی انواع دسترسی، برخلاف قوانین، و ظاهراً غیراخلاقی است. در حوزه سیاست‌ها، ازیک‌طرف، سالانه میلیاردها دلار صرف تأسیس و مدیریت کتابخانه‌ها می‌شود تا افراد مختلف در اقصی‌نقاط جهان بتوانند به آثار گوناگون دسترسی داشته باشند و از طرف دیگر، دولت‌ها ملزم شده‌اند سازوکارهایی جهت محدودسازی دسترسی عموم به محصولات فرهنگی تدوین کنند.

## قوانین بین‌المللی حق نشر
چیزی به نام حق «حق نشر بین‌المللی» که به صورت خودکار نوشته‌های نویسندگان را در سراسر جهان محافظت کند وجود ندارد. محافظت در مقابل استفاده در هر کشوری به قوانین ملی آن کشور بستگی دارد. با این وجود بیشتر کشورها برای آثار خارجی تحت شرایط خاص، محافظت‌هایی فراهم می‌کنند که تا حد زیادی به وسیلهٔ معاهدات و کنوانسیون‌های بین‌المللی حق نشر ساده شده‌است. دو کنوانسیون مهم در این زمینه وجود دارند، یکی کنوانسیون برن برای حمایت از آثار ادبی و هنری و دیگری کنوانسیون جهانی حق نشر. با این همه، کشورهایی وجود دارند که برای کارهای خارجی، محافظت حق نشر کمی ارائه می‌دهند یا اصلاً ارائه نمی‌دهند.

### کنوانسیون برن برای حمایت از آثار ادبی و هنری

کشورهای عضو کنوانسیون برن برای حمایت از آثار ادبی و هنری،

کنوانسیون برن برای حمایت از آثار ادبی و هنری، که معمولاً به نام کنوانسیون برن شناخته می‌شود، یک موافقتنامه بین‌المللی در خصوص حق نشر است که اولین بار در شهر برن در سوئیس در سپتامبر سال ۱۸۸۶ میلادی (شهریور یا مهر ۱۲۶۵) تصویب شد.
کنوانسیون برن کشورهای امضاکنندهٔ معاهده را (که در متن معاهده به نام «کشورهای عضو اتحادیه» شناخته شده‌اند) ملزم می‌کند که آثار پدیدآورندگان سایر کشورهای امضاکننده را همچون آثار پدیدآورندگان تبعهٔ خود مورد حمایت حق نشر قرار دهد. این پدیدآورنده کسی است که دارای تابعیت یکی از کشورهای عضو باشد و اگر دارای چنین تابعیتی نیست، اثر خود را برای نخستین بار در یکی از کشورهای عضو اتحادیه منتشر می‌کند یا اقامتگاه وی در یکی از کشورهای عضو اتحادیه است.

### موافقتنامه راجع به جنبه‌های مرتبط با تجارت حقوق مالکیت فکری
موافقتنامه راجع به جنبه‌های مرتبط با تجارت حقوق مالکیت فکری یا موافقتنامه تریپس (به انگلیسی: Agreement on Trade-Related Aspects of Intellectual Property Rights) که به اختصار TRIPS شناخته می‌شود. این قرارداد که بندهایی در زمینه حق تکثیر دارد، در پایان دور اروگوئه از موافقتنامه عمومی تعرفه‌ها و تجارت ۱۹۹۴ (به انگلیسی: General Agreement on Tariffs and Trade) مذاکره شد.

## آثاری که مشمول حق نشر هستند
حق نشر از «آثار اصیل بدیع» حمایت می‌کند. دسته‌های زیر مثال‌هایی از آثاری هستند که از طریق حق نشر قابل حمایت هستند:
1. آثار ادبی از قبیل کتاب تخیلی و غیرتخیلی، داستان‌های کوتاه یا اشعار.
2. آثار موسیقی از جمله پارتیتور (صفحه نت نویسی) و نیز متن ترانه و نت‌های موسیقی.
3. آثار نمایشی از قبیل نمایشنامه‌ها یا دیگر اجراهای نمایشی.
4. پانتومیم‌ها، طراحی حرکات موزون (رقص پردازی)، آثار تصویری، مجسمه، گرافیک و تصاویر متحرک.
5. نوشته‌های تصاویر متحرک و نیز خود فیلم.
6. صداهای ضبط شده شامل اجرای ضبط شده صدا
7. آثار معماری.[۱۰]

## در ایران
این به ضرر ما و فرهنگ ما است. نامش هم در تمام دنیا دزدی است. تا زمانی که دولت این قراردادهای بین‌المللی را امضا نکند این مشکل وجود خواهد داشت.

نصرالله پورجوادی
تاریخچه قانون حق نشر در ایران مربوط می‌شود به قانون ثبت علائم تجاری که در سال ۱۳۰۴ تصویب شد و در سال ۱۳۴۸ قانون حمایت حقوق مؤلفان و مصنفان و هنرمندان به عنوان بدنه اصلی حق نشر در ایران تصویب شد. در ایران قانون حق نشر هیچگاه به‌درستی اجرا نشده‌است.
در ایران مجموعه‌ای از قوانین، قانون حق نشر را تشکیل می‌دهند، از جمله قانون حمایت حقوق مؤلفان و مصنفان و هنرمندان مصوب ۱۳۴۸، قانون ترجمه و تکثیر کتب و نشریات و آثار صوتی مصوب ۱۳۵۲، قانون حمایت از حقوق پدیدآورندگان نرم‌افزارهای رایانه‌ای مصوب ۱۳۷۹ و آیین‌نامه اجرایی آن مصوب ۱۳۸۳، قانون ثبت اختراعات، طرح‌های صنعتی و علائم تجاری و مواد ۶۲، ۶۳ و ۷۴ قانون تجارت الکترونیکی.
ایران از سال ۲۰۰۱ عضو سازمان جهانی مالکیت فکری است و تابحال تعدادی از پیمان‌های مربوط به مالکیت فکری را پذیرفته‌است. ایران در سال ۱۳۸۰ به پیمان مادرید برای ثبت بین‌المللی علائم ملحق شد، ولی عضو کنوانسیون برن و هیچ‌یک از کنوانسیون‌های بین‌المللی مربوط به حق نشر نیست و در سازمان تجارت جهانی تنها ناظر است و به موافقتنامه تریپس نپیوسته‌است. بعضی آثار ایرانی از جمله آثاری که در حال حاضر پدید می‌آیند شامل حق نشر در ایالات متحده نمی‌شوند و به حوزهٔ عمومی تعلق دارند.
در سال ۱۳۹۰ پیش‌نویس لایحه جامع حمایت از حقوق مالکیت ادبی و هنری و حقوق مرتبط از سوی وزارت فرهنگ و ارشاد اسلامی به دولت ایران تقدیم شد که در صورت تصویب جایگزین قوانین فعلی حق نشر ایران خواهد شد، در این پیش‌نویس، مدت حمایت حقوق پدیدآورندگان از ۳۰ سال به ۵۰ سال افزایش یافته‌است.
بنابر قوانین ثبتی در ایران پس از اینکه مخترع یا همان پدیدآورنده، محصول یا اثر انحصاری خود را پس از طی مراحل عنوان شده در قوانین مربوط به ثبت رساند می‌بایست براساس تعرفه‌های موجود به صورت سالیانه مبلغی را به عنوان حق مالکیت در وجه سازمان ثبت واریز نمایید تا در طول این مدت حق مالکیت را در انحصار خود نگه دارد.

## اخذ حق نشر

علامت حق نشر

قانون حق نشر در هر کشوری متفاوت است، در بعضی از کشورها اعلان حق نشر همراه با علامت حق نشر © باید استفاده شود تا آثار محافظت شوند. تا قبل از سال ۱۹۸۹، تمام آثار منتشر شده در ایالات متحده آمریکا باید دارای یک اعلان حق نشر، شامل علامت حق نشر © همراه با تاریخ نشر و نام مالک حق نشر می‌بودند تا محافظت بشوند ولی شرایط دیگر چنین نیست و استفاده از اعلان حق نشر در آمریکا اکنون اختیاری است، با این حال هنوز استفاده می‌شود.
در تمام کشورهایی که عضو کنوانسیون برن برای حمایت از آثار ادبی و هنری هستند، حق نشر به‌طور خودکار به آثار تعلق می‌گیرد و نیازی به ثبت از طریق دفترهای دولتی نیست. بااین‌حال، درحالی که برای اعمال حق نشر به ثبت نیاز نیست، ولی در حوزه‌های قضایی، ثبت به عنوان مدرک اثبات برای معتبر بودن حق نشر تلقی می‌شود.

## مدت زمان حق نشر
فهرست مدت زمان حق تکثیر کشورها را ببینید. 
مدت زمان محافظت حق نشر در حوزه‌های قضایی مختلف متفاوت است، طول این مدت به عوامل متعددی بستگی دارد، مانند نوع اثر، اینکه آیا اثر منتشر شده‌است یا خیر یا اینکه اثر به وسیلهٔ شخص به وجود آمده یا کار مشترک است. در ایالات متحده آمریکا این مدت برای اکثر آثار ۷۰ سال بعد از مرگ مالک حق تکثیر است. مدت استفاده از حقوق مادی پدیدآورنده در ایران ۳۰ سال بعد از مرگ پدیدآورنده است. در موردمورد آثار سینمایی یا عکاسی و همچنین آثاری که به اشخاص حقوق تعلق دارند، مدت استفاده از حقوق مادی پدیدآورنده، ۳۰ سال پس از انتشار و عرضه است.

## نقض حق نشر
برای اینکه حق نشر یک اثر را نقض شود این اتفاق باید در کشوری که حق تکثیر برای آن وضع شده روی دهد یا اینکه یک توافق‌نامه دوجانبه یا معاهده بین‌المللی مثل کنوانسیون برن برای حمایت از آثار ادبی و هنری یا توافقنامه کپی‌رایت سازمان مالکیت فکری جهانی اجازه این کار را بدهد. البته استفاده نامناسب غیرقانونی از یک اثر نقض حق تکثیر به حساب نمی‌آید بلکه «ویرایش بی‌اجازه» است.

## ارجاعات
1. ↑  «حق نشر» [عمومی] هم‌ارزِ «copyright»؛ منبع: گروه واژه‌گزینی. دفتر اول. فرهنگ واژه‌های مصوب فرهنگستان. تهران: انتشارات فرهنگستان زبان و ادب فارسی. شابک ۹۶۴-۷۵۳۱-۳۱-۱ (ذیل سرواژهٔ حق نشر)
2. ↑  مشارکت‌کنندگان ویکی‌پدیا. «کپی رایت». در دانشنامهٔ ویکی‌پدیای انگلیسی، بازبینی‌شده در ۱۳ مه ۲۰۱۱.
3. ↑  علی پیرحیاتی (۲۳ بهمن ۱۳۹۵). «راهکارهایی برای حل معضل دانلود غیرقانونی». شبکه مطالعات سیاست‌گذاری عمومی. بایگانی‌شده از اصلی در ۶ مارس ۲۰۱۷. دریافت‌شده در ۵ مارس ۲۰۱۷.
4. ↑  «International Copyright». U.S. Copyright Office. نوامبر ۲۰۰۹. بایگانی‌شده از اصلی در ۴ ژوئیه ۲۰۱۴. دریافت‌شده در ۵ دی ۱۳۹۰.
5. ↑  "متن پیمان برن" (به انگلیسی). سازمان جهانی مالکیت معنوی.
6. ↑  ماده ۱ کنوانسیون برن
7. ↑  ماده ۳ کنوانسیون برن
8. ↑  "متن موافقتنامه راجع به جنبه‌های مرتبط با تجارت حقوق مالکیت فکری" (به انگلیسی).
9. ↑  "موافقتنامه عمومی تعرفه‌ها و تجارت" (به انگلیسی).
10. ↑  حقوق اینترنت و فناوری با نگاهی به حقوق آمریکا، کانی جی کاسترن، ترجمه سید احسان حسینی، انتشارات خرسندی، 1399.
11. ↑  http://www.cgie.org.ir/fa/news/141824
12. ↑  «وضعیت قانون کپی رایت در ایران». رادیو ایران. بایگانی‌شده از اصلی در ۲۳ مه ۲۰۱۱.
13. ↑  «بررسی وضعیت مالکیت اثر در ایران». majalla.com. بایگانی‌شده از اصلی در ۲۸ مه ۲۰۱۲.
14. 1 2 3  «قانون حمایت حقوق مؤلفان و مصنفان و هنرمندان». مرکز پژوهشهای مجلس شورای اسلامی ایران. بایگانی‌شده از اصلی در ۲۴ مه ۲۰۱۱.
15. 1 2  «قانون ترجمه و تکثیر کتب و نشریات و آثار صوتی». مرکز پژوهشهای مجلس شورای اسلامی ایران. بایگانی‌شده از اصلی در ۲۲ ژوئیه ۲۰۱۱.
16. 1 2  «قانون حمایت از حقوق پدیدآورندگان نرم‌افزارهای رایانه‌ای». بایگانی‌شده از اصلی در ۲۰۲۲-۰۵-۱۳.
17. ↑  «قانون ثبت اختراعات، طرحهای صنعتی و علائم تجاری». مرکز پژوهشهای مجلس شورای اسلامی ایران. بایگانی‌شده از اصلی در ۲۴ مه ۲۰۱۱.
18. ↑  «قانون تجارت الکترونیکی». مرکز پژوهشهای مجلس شورای اسلامی ایران. بایگانی‌شده از اصلی در ۱۸ مه ۲۰۱۵.
19. ↑  "سازمان جهانی مالکیت معنوی" (به انگلیسی). Archived from the original on 30 June 2018.
20. ↑  مشارکت‌کنندگان ویکی‌پدیا. «مالکیت معنوی در ایران». در دانشنامهٔ ویکی‌پدیای انگلیسی، بازبینی‌شده در ۱۴ مه ۲۰۱۱.
21. ↑  "اعضا پیمان مادرید برای ثبت بین‌المللی علائم" (PDF) (به انگلیسی).
22. ↑  "اعضا کنوانسیون برن برای نگهداری از آثار ادبی و هنری" (PDF) (به انگلیسی). سازمان جهانی مالکیت معنوی.
23. ↑  مشارکت‌کنندگان ویکی‌پدیا. «فهرست اعضا پیمانهای بین‌المللی حق تکثیر». در دانشنامهٔ ویکی‌پدیای انگلیسی، بازبینی‌شده در ۱۳ مه ۲۰۱۱.
24. ↑  "اعضا و ناظران سازمان تجارت جهانی" (به انگلیسی).
25. ↑  "شرایط حق‌تکثیر و مالکیت عمومی در ایالات متحده آمریکا" (به انگلیسی). Cornell University.
26. ↑  "روابط بین‌المللی حق تکثیر ایالات متحده آمریکا" (PDF) (به انگلیسی). دفتر حق نشر در کتابخانه کنگره ایالات متحده آمریکا.
27. ↑  «لایحه جامع «حقوق مالکیت ادبی و هنری» تقدیم دولت می‌شود». خبرگزاری مهر. بایگانی‌شده از اصلی در ۲۷ اكتبر ۲۰۱۰. تاریخ وارد شده در |archive-date= را بررسی کنید (کمک)
28. ↑  «پیش نویس لایحه قانون جامع حقوق مالکیت ادبی و هنری و حقوق مرتبط عرضه شد». خبرگزاری جمهوری اسلامی. بایگانی‌شده از اصلی در ۱۳ ژوئیه ۲۰۱۱.
29. ↑  «پیش نویس قانون جامع کپی رایت تدوین شد». همشهری‌آنلاین.[پیوند مرده]